# Allocosa schoenlandi
Allocosa schoenlandi är en spindelart som först beskrevs av Pocock 1900.  Allocosa schoenlandi ingår i släktet Allocosa och familjen vargspindlar. Inga underarter finns listade i Catalogue of Life.